# Črnogorsko primorje
Črnogorsko primorje (črnogorsko in srbsko: Црногорско приморје / Crnogorsko primorje) ali Primorska regija je del Črne gore območje v Črni gori, ki meji na Jadransko morje in obsega prostor, ki se glede na relief, podnebje, vegetacijo in družbveno-ekonomsko strukturo razlikuje od osrednje regije. Pred nastankom Jugoslavije Črnogorsko primorje ni bilo del Črnogorske kraljevine, temveč mejno območje Avstro-Ogrske, ki je bilo nazadnje del države Slovencev, Hrvatov in Srbov.

## Zgodovina
Črnogorsko primorje ima zelo bogato in raznovrstno zgodovino. Najdejo se sledi o obstoju človeka na tem prostoru že v prazgodovini. V Lipcih je jama s prazgodovinskimi risbami, ki prikazujejo lov na jelene. Mesto Risan v Bokokotorskom zalivu je bilo glavno mesto Ilirske države vse dokler tega prostora niso osvojili Rimljani.

### Srednji vek
Regija je bila v srednjem veku del kraljevine Srbije, kasneje Srbskega cesarstva. S padcem slednjega v 14. stoletju je bila večina pozneje v 15. stoletju del Srbskega despotata. Zeta v rokah Crnojevićev je izgubila status neodvisne države, čeprav vazal Osmanskega cesarstva, ko je bila leta 1499 pripojena k ozemlju Skadarskega sandžaka. Leta 1514 se je ozemlje ločilo in ustanovilo ločen sandžak Črne gore pod vladavino skenderbega Crnojevića. Ko je ta leta 1528 umrl, se je Črnogorski sandžak ponovno pridružil Skadarskemu sandžaku, kot edinstvena upravna enota z določeno stopnjo avtonomije. V začetku 16. stoletja je območje zasedla Beneška republika. Beneška Albanija (italijansko Albania Veneta) je bil uradni izraz za več posesti Beneške republike na jugovzhodnem Jadranu, ki so zajemala obalna ozemlja v sodobni severni Albaniji in južni Črni gori, osredotočena okoli Kotorskega zaliva. Te regije so ostale pod beneško oblastjo vse do padca Beneške republike leta 1797. S pogodbo iz Campa Formio je bilo to območje preneseno v Habsburško monarhijo.
Iz obdobja srednjega veka so ostale številne trdnjave in stara mesta. Do danes so najbolje ohranjena stara mesta Bar, Budva, Kotor, Herceg Novi in Ulcinj.

### Sodobnost
Najbolj zahodne dele je osvojila Napoleonova Francija leta 1810. Organizirana je bila v Cattaro subdélégation v Ilirskih provincah (1811). Leta 1815 je iste dele zasedla Habsburška monarhija in jih organizirala v Kraljevino Dalmacijo.

## Geografija
Ena najbolj presenetljivih značilnosti regije je slabo obalna razčlenjenost, z izjemo Boke Kotorske. Zaradi južne lege in zaprtega zaledja je najbolj vroč del Jadranske obale. Šest mesecev so letne povprečne mesečne temperature zraka nad 18 ° C. Za del črnogorske obale od Boke Kotorske do reke Bojane je značilno majhna razčlenjenost s klasično izrazitimi klifi, med katerimi nastajajo večji in manjši zalivi, z nizkimi in peščenimi brežinami.
Skupna dolžina plaž je 52 km s površino približno 1,5 mil. m². Za plaže je značilna različna sestava granulacij materiala: od ulcinjske plaže 12 km dolge, z najmanjšo možno granulacijo, do plaže Igalo z granulacijo 3 - 30 mm.
Povprečne letne temperature in povprečne temperature vegetacijskega obdobja omogočajo gojenje zgodnje in pozne zelenjave, limon, pomaranč, oljk in drugih sredozemskih kultur.
Strmi gorski odseki v neposrednem zaledju in posebnosti zgodovinskega razvoja so ovirali prometne, naravne in kulturne povezave z zaledjem.
Več apnenčastih odsekov in obsežna kraško-fluvialna površina ločuje veliko, z oljkami poraslo nižino Bara in Ulcinjsko-vladimirko polje, ki je največje nižinsko območje črnogorske obale in njen najjužnejši del. Tu se prepletata celina in različna barjanska, jezerska in podzemna voda, hidrofilna vegetacija pa je zelo razvita. Morje je prodrlo globoko na celino, tam je nastalo Zaganjsko jezero, okoli katerega so prostrana slana zemljišča. Tam so bile zgrajene edine soline na črnogorski obali. Na območju Petrovca in Bara sta dve pomembni kopenski cesti (Jadranska magistrala - državna cesta D8 in železniška proga Beograd-Bar) ter pristanišče Bar, najpomembnejše prometno središče na Črnogorskem primorju.
Med letoma 1960 in 1980 je primorska regija doživela dinamičen socialno-ekonomski razvoj. Za razvoj sta bila odločilna dva dejavnika: razvoj vseh vrst prometa (izgradnja Jadranske magistrale, ki je bila prek Kosovske Mitrovice povezana z Ibarsko cesto in izgradnja železnice Beograd-Bar) in turizma, ki sta prispevala k preobrazbi prostora in naselij ter radikalno spremenila socialno-ekonomsko sestavo.
Razvoj turizma je privedel do nastanka povsem novih turističnih naselij: Njivice in Igalo pri Herceg Novem, Sveti Marko pri Tivatu, Nova Budva, Bečići, Pržno in Sveti Stefan na območju Budve, Sutomore in Perucica na območju Bara, Velika Plaža pri Ulcinju in drugi.
Za razvoj pomorstva ima Črnogorsko primorje, predvsem pa regija Boka Kotorska, izjemno tradicijo in ugodne pogoje. To velja zlasti za razvoj trgovske flote in razvoj ladjedelnice v kraju Bijela in remontni zavod v Tivatu. Industrijski razvoj je prispeval tudi h gospodarskemu razvoju, zlasti na območju Kotorja, Herceg Novega, Tivata in Ulcinja. Pomen kmetijstva se na splošno zmanjšuje, na območju Ulcinja in Bara pa nekoliko povečuje.
Dinamični razvoj je bil ustavljen po katastrofalnem potresu 15. aprila 1979, v katerem so poleg človeških in materialnih izgub nepopravljivo škodo utrpeli tudi kulturni in zgodovinski spomeniki, zlasti tipična in avtohtona podeželska naselja ter stara urbana območja Ulcinja, Bara, Budve, Kotorja in Herceg Novega.
Kotor je od leta 1979 del Unescove svetovne dediščine, ki so jo poimenovali Naravna in kulturno-zgodovinska regija Kotor (Natural and Culturo-Historical Region of Kotor - ).
Na Unescovem seznamu svetovne dediščine pod naslovom Venetian Works of Defence between the 16th and 17th Centuries: Stato da Terra – Western Stato da Mar - Beneška obrambna dela med 16. in 17. stoletjem: Stato da Terra - zahodni Stato da mar - je od leta 2017 tudi obrambni sistem Kotorja.

### Geologija in relief
Črnogorsko obalo tvorijo predvsem tektonske enote jadransko-jonske prelomne cone in cone Pindus-Cukali. Šele v notranjosti Kotorskega zaliva visok kraški pokrov dinarske orogeneze sega neposredno do morja.
Če sta za visoki kraški pokrov in jadransko-jonsko cono značilna mezozojska apnenca in s tem za vodo prepustne kraške kamnine, ozek pas cone Pindus-Cukali tvori fliš bogat z apnecem in nepropustnimi konglomerati.
Predvsem obalni odsek notranjega Kotorskega zaliva in obalni del Budve imata zaradi svojih geoloških posebnosti še posebej impresivne klife. Manj raznoliki apnenci zunanje cone Pindus-Cukali tvorijo strme stene z nekaterimi dobro znanimi morskimi jamami, zlasti Plava špilja, na polotoku Luštica.
Glavna razlika glede na dalmatinsko obalo je pomanjkanje obmorskih vrst otokov in globok rez Kotorskega zaliva. To pomeni, da črnogorska obala ne pripada obali kanalskemu tipu obale kot dalmatinski obali, ampak je riaška obala. Kotorski zaliv kot poplavljena nekdanja rečna dolina je geološko ria, vendar s strmejšimi pobočji in večjimi višinskimi razlikami kot ria v španski Galiciji. Vizualno kotorski zaliv z delno strmimi gorskimi pobočji bolj spominja na norveški fjord.
Netektonsko izjemno aktivna območja med Skadrom in Kotorskim zalivom so posledica podrivanja majhne jadranske plošče pod Dinaridom . V regiji Orjens okoli Kotorskega zaliva so najvišje hitrosti dviga 6 mm / a. Katastrofalni potres 15. aprila 1979 je uničil praktično celotno turistično infrastrukturo med Kotorjem in Ulcinjem. Umrlo je 101 ljudi, 100.000 ljudi pa je ostalo brez domov.
Abrazija morskih valov na črnogorski obali je posledica pomanjkanja verige otokov na morju, bolj kot na dalmatinski obali, kjer valove ovirajo otoške verige. Ker leži tudi pred ozko polico pred globljim padcem na južnem Jadranu na 1280 m pod morsko gladino, je bilo premikanje obale Sredozemlja tu v času ledene dobe nepomembno. Nasprotno pa se je srednji in severni jadranski šelf globok med 10 in 230 m, v času ledeniškega evstatskega nihanja gladine morja na celini in dalmatinski obali, razvil kot post-ledeniška transgresija v novejših geoloških obdobjih.
Črnogorsko obalo lahko razdelimo na tri krajinske enote. Globoko vrezan zaliv Kotorja, pečine črnogorske riviere in velike plaže južno od Ulcinja (Velika plaža). Le v južnem delu Črne gore se je pri Ulcinju razvila nizka obala, ki se brez težav spaja z albansko nizko obalo.
Strmo nagnjena obala je od notranjosti ločena z apnenčastimi gorami zaledja (Orjen, Lovčen, Rumija). Poleg manjših otokov Kotorskega zaliva, kot sta nekdanji trdnjavski otok Mamula, majhnih katoliških romarskih otokov Sveti Đorđe in Gospa od Škrpjela, pa tudi tako imenovani Krtoljski arhipelag (z ortodoksnim romarskim otokom Miholjska prevlaka (tudi Sv. Arhanđel Mihailo ali Ostrvo Cvijeć), (bolj znan kot nekdanji Resort Mediterranée Resort Sveti Marko) in Gospa od Milosti, sta Sveti Nikola in Sveti Stefan edina otoka črnogorske obale na odprtem morju. Ravni trikotni otok Ada Bojana leži v delti Bojane. Nobeden od majhnih črnogorskih otokov ni stalno naseljen.
Dva večja polotoka Luštica in Vrmac tvorita predvsem Kotorski zaliv.

## Upravna delitev
Regija je razdeljena na naslednje občine: 
- Herceg Novi
- Tivat
- Kotor
- Budva
- Bar
- Ulcinj

## Turizem
Glavno turistično središče Črne gore je Budva. Poleg nje ima Črna gora še veliko drugih pomembnih turističnih mest, med katerimi so najbolj znana: Bar, Ulcinj, Petrovac, Bečići, Kotor, Herceg Novi in Tivat. Poleg mest na črnogorski obali so izredno priljubljena manjša turistična naselja zaradi svoje bogate zgodovine ali čudovite narave in okolice. Med njimi izstopajo Perast, Prčanj, Kumbor, Buljarica, ... Na črnogorski obali je tudi veliko hotelskih kompleksov. Zelo priljubljen je mestni hotel Sveti Stefan, ki je pravzaprav polotok. Zaradi ugodnih naravnih razmer so se razvili številni kopenski in vodni športi, ki privabljajo turiste.

## Galerija
- Budva
- Slovenska plaza v Budvi
- Stolnica sv. Trifona v Kotorju
- Cerkev v Perastu
- Sveti Stefan
- 2000-let stara oljka v Baru
- Plaža Jaz
- Otok Mamula
- Razgled iz hotela Splendid v Bečićih
- Palača kralja Nikole I. Petrovića Njegoša v Baru